# Genech
Genech är en kommun i departementet Nord i regionen Hauts-de-France i norra Frankrike. Kommunen ligger i kantonen Cysoing som tillhör arrondissementet Lille. År 2022 hade Genech 2 811 invånare.

## Befolkningsutveckling
Antalet invånare i kommunen Genech
| Referens: INSEE |